# سام منسى
سام منسى هو إعلامي لبناني قدم لعدة سنوات برنامجا حواريا سياسيا في قناة الحرة. ويعمل الآن مديرا عاما لإذاعة صوت لبنان ومديرا تنفيذيا لـ«بيت المستقبل».

## وصلات خارجية
- سام منسى في برنامج «نهاركم سعيد»، إل بي سي 9 مارس 2016
- سام منسى في برنامج «كلام بيروت»، تلفزيون المستقبل 4 يوليو 2015